# Dmytro Kotovskyi
Dmytro Volodymyrovych Kotovskyi (in ucraino Котовський Дмитро Володимирович?; Rivne, 8 novembre 2001) è uno sciatore freestyle ucraino, specialista dei salti.

## Biografia
Ha debuttato nelle competizioni internazionali il 1º dicembre 2017, nella fase della Coppa Europa a Ruka, in Finlandia, dove si è classificato 32º. Ha esordito in Coppa del Mondo il 23 febbraio 2019 a Minsk, in Bielorussia, piazzandosi 24º. In Coppa del mondo ha ottenuto due podi.
Ha gareggiato in due mondiali juniores: nel 2018 è arrivato 20°, mentre nel 2019 ha mancato di poco il podio finendo 4º.
Il suo debutto ai campionati iridati è avvenuto ad Almaty 2021, in Kazakistan, in cui si è piazzato 6° nella competizione individuale e 5° nella gara a squadre miste.
Ha rappresentato l'Ucraina ai Giochi olimpici invernali di Pechino 2022 dove ha ottenuto il 15º posto nei salti.
Ha ottenuto due podi iridati nei salti a squadre, il bronzo a Bakuriani 2023 e l'argento a Engadina 2025.

## Palmarès

### Mondiali
- 2 medaglie:
  - 1 argento (salti a squadre a Engadina 2025)
  - 1 bronzo (salti a squadre a Bakuriani 2023)

### Coppa del Mondo
- Miglior piazzamento nella Coppa del Mondo di salti: 9º nel 2022
- 6 podi:
  - 2 vittorie
  - 2 secondi posti
  - 2 terzi posti

#### Coppa del Mondo - vittorie
| Data            | Luogo       | Paese       | Disciplina |
| --------------- | ----------- | ----------- | ---------- |
| 3 febbraio 2023 | Deer Valley | Stati Uniti | AE         |
| 5 marzo 2023    | Engadina    | Svizzera    | AE         |

Legenda:

AE = salti